# Försvarsmaktens internationella centrum

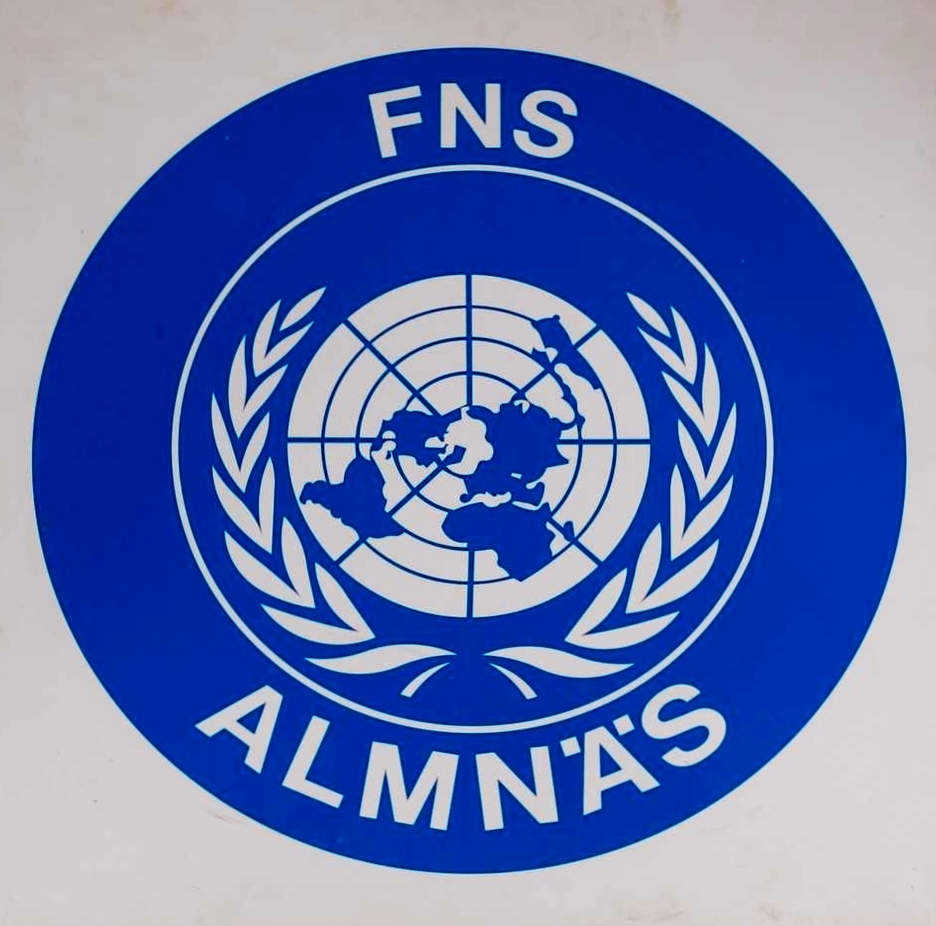
Försvarets FN-skola

Försvarsmaktens internationella centrum (Swedint) är ett försvarsmaktsgemensamt centrum inom Försvarsmakten som verkat i olika former sedan 1956. Förbandsledningen är förlagd i Kungsängens garnison, Kungsängen.

## Historik
Försvarets internationella centrum, eller bara Swedint, har en historia som sträcker sig tillbaka till 1948, då Sverige sände de första FN-observatörerna till Mellanöstern. År 1956 förlades utbildningen av FN-soldater till Södermanlands regemente (P 10/Fo 44) i Strängnäs garnison. Även om huvuddelen av utbildningen genomfördes i Strängnäs, kom  även Smålands artilleriregemente (A 6) att utbilda FN-soldater 1961, och Livgrenadjärregementet (I 4/Fo 41) utbildade FN-soldater 1962. Från 1974 kom även utbildningen av FN-soldater att ske vid Svea ingenjörregemente (Ing 1) i Almnäs garnison.
Den 1 juli 1984 lokaliserade hela utbildningen till Almnäs, under namnet Försvarets FN-skola (FNS), och blev där en del av Svea ingenjörregemente. 
Inför försvarsbeslutet 1992 föreslog regeringen för riksdagen att Försvarets FN-skola (FNS) skulle omlokaliseras till Kungsängens garnison och där bilda ett FN-centrum tillsammans med FN-avdelningen hos chefen för armén. I samma förslag skulle ingenjörutbildning i Almnäs omlokaliseras till Södermanlands regemente (P 10/Fo 44) i Strängnäs. Almnäs skulle därmed lämnas och avvecklas som garnison. Regeringen saknade dock majoritet i riksdagen, och för att Ny demokrati, som var vågmästare i riksdagen, skulle stödja regeringens proposition, ställde de som krav att verksamheten i Almnäs skulle lämnas oförändrad.
Verksamheten blev kvar i Almnäs, men regeringens förslag om ett gemensamt FN-centrum blev verklighet. År 1992 samlades FN-skolan samt Arméstabens FN-avdelning (Ast/FN) till en enhet, dessa hade till uppgift att utbilda och administrera utlandsmissioner, vilka bildade 1993 Försvarets internationella centrum (Swedint). Vid samma tidpunkt avskildes FN-skolan från Svea ingenjörregemente för att ledas av arméchefen. I samband med att myndigheten Försvarsmakten bildades 1994, överfördes ledningsansvaret över Swedint till Försvarsmaktens högkvarter. År 1997 omorganiserades centrumet till ett kommando, för att 2000 åter bli ett centrum.
Den 31 december 2003 upplöstes och avvecklades Swedint i sin dåvarande form. Från den 1 januari 2004 blev centrumet en del av Livgardet. Utbildning av utlandsstyrkan övertogs av Livgardets internationella utbildningsenhet, medan Högkvarteret övertog ledningsansvaret för utlandsmissionerna. Kvar vid Swedint blev stödprojekt samt internationell kursverksamhet.

## Verksamhet
Åren 1956–2003 undervisade och utbildade Swedint de svenska bataljonerna, innan tjänst i den svenska utlandsstyrkan i av Förenta Nationerna anordnade missioner. Swedint undervisade även annan svensk och utländsk FN-personal. Bland annat kurser United Nations Staff Officers Course (UNSOC). Från 2004 utbildar Swedint svenska och utländska officerare för att leda multinationella fredsoperationer inom ramen för FN och partnerskap för fred.

## Förläggningar och övningsplatser
I samband med att all FN-utbildning lokaliserades till Södertälje kom staben att samlokaliseras med Svea ingenjörregementes stab i kanslihuset i Almnäs garnison. Vidare kom Swedint att disponera logement, lektionssalar samt övningsterräng till de soldater som utbildades till utlandsstyrkan. Efter att Svea ingenjörregemente upplöstes och avvecklades den 31 december 1997, blev Swedint ensamt förband inom garnisonen, med undantag av stödfunktioner från Mellersta underhållsregementet (Uhreg M) och senare Försvarsmaktens logistik (FMLOG). Från den 1 januari 2004, kom Swedint samlokaliseras med Livgardet i Kungsängens garnison. Kvar i Almnäs blev en avvecklingsorganisation som verkade fram under 2004.

## Heraldik och traditioner

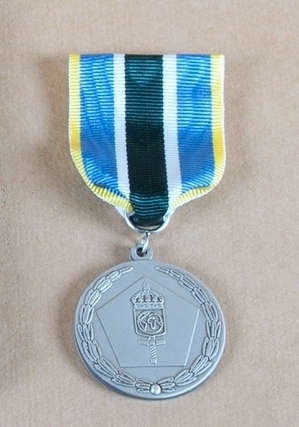
SWEDINTMSM–minnesmedalj i silver.

År 2003 instiftades Försvarsmaktens internationella centrums minnesmedalj i silver (SWEDINTMSM) i 8:e storleken.

## Förbandschefer
- 1956–19??: Överstelöjtnant Jan Lundgren
- 19??–19??: ???
- 1984–19??: Överstelöjtnant C. Hårleman
- 19??–1994: ???
- 1994–1997: Överste Karlis Neretnieks
- 1997–2002: Överste av 1:a graden Claes-Göran Hedén
- 2002–2003: Överste Lennart Bengtsson
- 20??–2011: Överste Thomas Karlsson
- 2011–2013: Överstelöjtnant Jerker Svensson (Tf.)
- 2013–2015: Överste Lena Persson-Herlitz
- 2015–2018: Överste Peter Fredriksson[c]
- 2018–2021: Överste Ronnie Nilsson[d]
- 2021–2023: Överste Gustaf Dufberg[e]
- 2023–20xx: Överste Richard Gray[f]

## Namn, beteckning och förläggningsort
| FN-skolan                                             | 1956-11-19 | – | 1984-06-30 |
| Försvarets FN-skola                                   | 1984-07-01 | – | 1992-12-31 |
| Försvarets internationella centrum                    | 1993-01-01 | – | 1996-12-31 |
| Försvarets internationella kommando                   | 1997-01-01 | – | 2000-06-30 |
| Försvarsmaktens centrum för internationell verksamhet | 2000-07-01 | – | 2003-12-31 |
| Försvarsmaktens internationella centrum               | 2004-01-01 | – |            |

| FNS     | 1984-07-01 | – | 1993-06-30 |
| Swedint | 1993-07-01 | – |            |

| Strängnäs garnison (F)   | 1956-11-19 | – | 1984-06-30 |
| Almnäs garnison (F)      | 1984-07-01 | – | 2003-12-31 |
| Kungsängens garnison (F) | 2004-01-01 | – |            |